# Rinconada (Emiliano Zapata)
Rinconada es una localidad del estado mexicano de Veracruz. Es parte del municipio de Emiliano Zapata.

## Demografía
| Gráfica de evolución demográfica |
|                                  |

| Censo | Población |
| ----- | --------- |
| 1900  | 373       |
| 1910  | 516       |
| 1921  | 1 077     |
| 1930  | 826       |
| 1940  | 1 265     |
| 1950  | 996       |
| 1960  | 1 607     |
| 1970  | 2 461     |
| 1980  | 4 649     |
| 1990  | 5 046     |
| 1995  | 6 638     |
| 2000  | 6 545     |
| 2005  | 7 316     |
| 2010  | 8 173     |
| 2020  | 8 005     |